# Serhij Bessarab
Serhij Borysowycz Bessarab (ukr. Сергій Борисович Бессараб, ur. 13 listopada 1955 w Stari Kodaky) – ukraiński wojskowy i urzędnik państwowy, generał porucznik, szef Dowództwa Operacyjnego „Północ” (2005–2007), dowódca 6 Korpusu Armijnego (2007–2012), I zastępca dowódcy Wojsk Lądowych, zastępca szefa Sztabu Generalnego Sił Zbrojnych Ukrainy (2015–2019), minister ds. weteranów (2020).

## Życiorys
Ukończył w 1977 uczelnię wojskową w Kijowie, w 1990 został absolwentem Akademii Wojskowej im. Michaiła Frunzego w Moskwie, a w 2002 akademii obrony w Kijowie. Zawodowy wojskowy, służył w Armii Radzieckiej i następnie w ukraińskich siłach zbrojnych. Doszedł do stopnia generała porucznika.
W 2002 został szefem sztabu i I zastępcą dowódcy korpusu. Od 2005 był szefem Dowództwa Operacyjnego „Północ”. Od 2007 dowodził 6 Korpusem Armijnym.
W latach 2012–2014 był I zastępcą dowódcy Wojsk Lądowych. W 2015 został dowódcą ATO (operacji antyterrorystycznej) oraz zastępcą szefa sztabu generalnego sił zbrojnych. W marcu 2020 powołany na ministra do spraw weteranów w utworzonym wówczas rządzie Denysa Szmyhala. Zakończył urzędowanie w grudniu tegoż roku.

## Odznaczenia
Odznaczony Orderem „Za zasługi” III stopnia.